# أو لاند
أو لاند (بالإنجليزية: Oh Land) هي راقصة باليه وموسيقية ومغنية ومنتجة أسطوانات وكاتبة أغاني أمريكية، ولدت في 2 مايو 1985 في كوبنهاغن في الدنمارك.

## وصلات خارجية
- الموقع الرسمي
- أو لاند على موقع IMDb (الإنجليزية)
- أو لاند على موقع ميتاكريتيك (الإنجليزية)
- أو لاند على موقع ميتاكريتيك (الإنجليزية)
- أو لاند على موقع روتن توميتوز (الإنجليزية)
- أو لاند على موقع ألو سيني (الفرنسية)
- أو لاند على موقع ميوزك برينز (الإنجليزية)
- أو لاند على موقع ميوزك برينز (الإنجليزية)
- أو لاند على موقع أول موفي (الإنجليزية)
- أو لاند على موقع أول ميوزيك (الإنجليزية)
- أو لاند على موقع أول ميوزيك (الإنجليزية)